# Lovor Dragojević
Lovor Dragojević (Vela Luka, 30. ožujka 1927. – Vela Luka, 12. rujna 2013.), hrvatski povjesničar umjetnosti, crtač i karikaturist. Poznat kao autor prvog grba Hajdukove Torcide. Također je jedan od osnivača Torcide.

## Životopis
Rodio se je u Veloj Luci 1927. godine u obitelji Dragojević Strce. Ljubav i mot za crtanje usadio mu je djed Lovre, općinski pisar. U Drugome svjetskom ratu je flautist glazbe Prvog proleterskog korpusa. Tijekom rata crta svoje prve karikature. Poslije rata studirao je u Beogradu povijest umjetnosti. Ondje se je i zaposlio kao kustos u Jugoslavenskoj galeriji reprodukcija umjetničkih djela. Svakog je ljeta dolazio u rodno mjesto. 1950-ih je nacrtao taksenu marku Vele Luke. Prvu Torcidinu značku i logotip izradio je 1950. godine pred legendarnu utakmicu protiv Crvene zvezde u Splitu, kada je Hajduk slavio s 2:1, i osvojio prvu poslijeratnu titulu prvaka Jugoslavije. Prije nego što su navijači zaputili se ka Splitu, u Zagrebu su u Štampariji novina tiskali 400 komada značaka na kojima je pisalo Torcida. Nacrt je napravio Lovor Dragojević, a dao ih tiskati novinar Borbe Ivo Gavranić. Pretkraj života se je potpuno preselio u rodnu Luku. Sudjelovao je u iskapanjima Vele spile, pomagao u kulturnom životu mjesta, a ponajviše crtao Luku i Lučane.